# William H. Prescott
William Hickling Prescott, né à Salem (Massachusetts) le 4 mai 1796 et mort à Boston (Massachusetts) le 29 janvier 1859, est un historien américain spécialisé dans l'histoire du monde hispanique

## Biographie
Prescott est issu d'une famille aisée de la côte est américaine. Un accident survenu à l'université, combiné à une crise de rhumatisme inflammatoire, le rend à demi aveugle dès sa jeunesse. Malgré ce handicap, alors que la fortune de son père le met à l'abri du besoin, il décide de devenir historien.

### Œuvres
En 1821, après avoir abandonné l’idée d’une carrière juridique à cause de ses problèmes de vue, Prescott décide de se consacrer à la littérature. Bien qu’il ait initialement étudié de nombreux sujets dont les littératures italienne, française, anglaise et espagnole, l’histoire américaine, la philosophie classique et politique, Prescott se concentra d’abord sur la poésie italienne. Il étudia notamment la Divine Comédie de  Dante et le Decameron de Boccacio. Il publia deux essais sur la poésie italienne dans la North American Review.
Prescott s’intéressa par la suite à l’histoire d’Espagne grâce à son ami le professeur d’Harvard George Ticknor, qui lui envoya des copies de ses cours sur le sujet. Ses centres d’intérêt étaient au début assez larges mais il commença à axer ses recherches sur Ferdinand et Isabelle en janvier 1826. Sa connaissance du savant espagnol Pascual de Gayangos y Arce l’aida également à se constituer une bibliothèque personnelle conséquente de livres historiques et de manuscrits sur le sujet
Sa première œuvre, Leurs majestés catholiques, publiée en 1837, connait un grand succès. Suivent Histoire de la conquête du Mexique (1843) et Histoire de la conquête du Pérou (1847), qui sont également vite considérés comme des classiques. Ce dernier ouvrage est le premier à remettre en cause la véracité historique des Comentarios Reales de los Incas de Garcilaso de la Vega.

### Critiques
Les principaux problèmes du travail de Prescott, pour les historiens modernes, ne sont pas liés à la qualité de ses recherches mais plus au fait que ses recherches sont axées uniquement sur les principaux évènements politiques et militaires et laissent de côté les conditions sociales et économiques. Il est présenté comme ayant souscrit à la théorie du grand homme, en vogue à l’époque. À propos de l’Histoire de la conquête du Mexique, en dépit de ses qualités littéraires, les historiens modernes s’accordent sur de nombreux problèmes de présentation des faits historiques. L’historien David Levin souligne une « attention inégale aux détails » et reste avant tout un catalogue d’évènements.

### Décès
Prescott meurt en 1859, avant d'avoir pu achever un ouvrage sur Philippe II.

## Postérité
Prescott est considéré comme un des premiers grands historiens américains. Si, sur le plan historiographique, son œuvre est aujourd'hui considérée comme obsolète, les qualités littéraires de ses ouvrages sont toujours saluées.

## Ouvrages
- Aztèques et Incas, histoire des conquêtes du Mexique et du Pérou,  (ISBN 978-2-7564-0143-0).